# N. R. Narayana Murthy

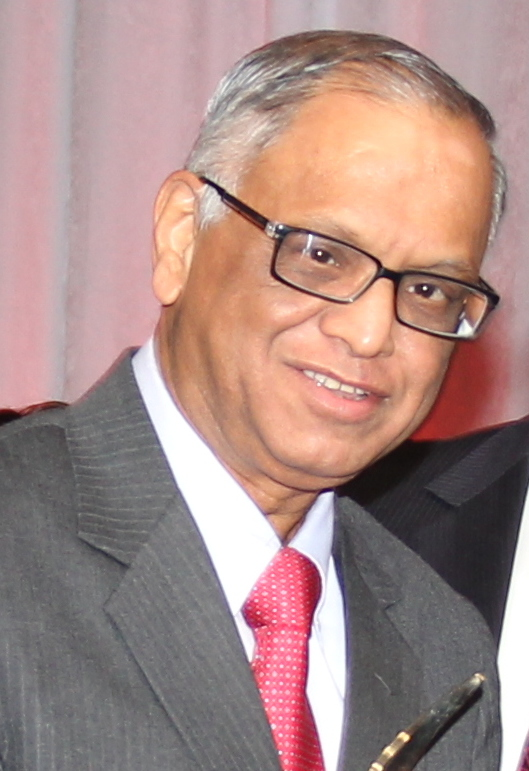
N. R. Narayana Murthy (2000)

Nagavara Ramarao Narayana Murthy CBE (Kannada ಎನ್ ಆರ್ ನಾರಾಯಣಮೂರ್ತಿ En Ār Nārāyaṇamūrtī; * 20. August 1946 in Mysore, Mysore [heute Karnataka]) ist ein indischer Industrieller und Mitbegründer des Softwareunternehmens Infosys Technologies.

## Herkunft und Familie
Murthy kam 1946 als Sohn einer Brahmanenfamilie zur Welt. Er besuchte zunächst die University of Mysore und schloss seine Universitätsausbildung 1969 mit einem Master des IIT Kanpur ab. Er ist mit der Ingenieurin und Autorin Sudha Murthy verheiratet, mit der er eine Tochter und einen Sohn hat. Seine Tochter, Akshata Murty (* 1980), ist mit dem indischstämmigen britischen Investmentbanker und Politiker Rishi Sunak verheiratet, der vom 25. Oktober 2022 bis zum 5. Juli 2024 Premierminister des Vereinigten Königreichs war.

## Werdegang
Murthy begann seine Karriere als Chef-Systemprogrammierer beim Indian Institute of Management Ahmedabad. Einige Jahre später gründete er seine erste eigene Firma namens Softronics. Als diese jedoch kurz darauf in Konkurs ging, arbeitete er bei Patni Computer Systems in Pune.
1981 gründete Murthy zusammen mit sechs Kollegen das Softwareunternehmen Infosys Technologies. Das Startkapital von 10.000 Rupien bekam er von seiner Frau Sudha Murthy zur Verfügung gestellt. Von 1981 bis 2002 war er der Vorstandsvorsitzende der Firma. Nach dem Rücktritt wurde er Aufsichtsratsvorsitzender und Chief Mentor. Am 1. Juni 2013 kehrte Narayana Murthy zu Infosys als Executive Chairman und Erweiterter Direktor zurück. Am 12. Juni 2014 wurde bekannt, dass Murthy zum 14. Juni als Executive Chairman zurücktreten würde. Bis zum 10. Oktober blieb er noch Non-Executive Chairman, seit dem 11. Oktober wird er als Chairman Emeritus bezeichnet.
Murthy gehört mit einem Vermögen von mehr als 1,87 Milliarden US-Dollar zu den reichsten Indern. Er wird auch der „Bill Gates von Indien“ genannt. In einem Ende 2023 veröffentlichten Podcast forderte Murthy „die Jungen sollten 70 Stunden die Woche arbeiten, wolle das Land gegenüber China aufholen.“ und löste damit landesweit große Empörung aus.

## Werke
- A Better India: A Better World. Penguin Books, 2009.

## Auszeichnungen
- 2000: Padma Shri
- 2007: IEEE Ernst Weber Managerial Leadership Recognition
- 2007: Commander of the Order of the British Empire (CBE)
- 2008: Offizier der Ehrenlegion
- 2008: Padma Vibhushan
- 2009: Woodrow Wilson Award for Corporate Citizenship
- 2010: Ehrenmitgliedschaft im Institute of Electrical and Electronics Engineers
- 2011: NDTV Inder des Jahres (New Delhi Television Limited)
- 2012: Hoover-Medaille
- 2013: Philanthropist of the Year
- 2013: Sayaji Ratna Award
- 2019: Mitglied der American Academy of Arts and Sciences